# 進藤達哉
進藤 達哉（しんどう たつや、1970年1月14日 - ）は、富山県高岡市出身の元プロ野球選手（内野手）・コーチ。

## 経歴

### プロ入り前
高岡商業高時代は1年生の時からベンチ入りし、クリーンナップを務め、チームメイトには尾山敦、干場崇永がいた。第69回全国高等学校野球選手権大会に出場し、1回戦の対長崎商業戦は先制適時打も放っている。3回戦は後にチームメイトとなる野村弘のいたPL学園と対戦したが敗退。非凡な守備を評価され、1987年にドラフト外で横浜大洋ホエールズに入団。

### 大洋・横浜時代
1988年に新人ながら初の一軍昇格。また同学年で、大洋に同期入団した盛田幸妃と野村弘も、高卒新人で一軍昇格を果たした。
1989年からは控えとして一軍に定着。
1992年には高橋雅裕から遊撃手の定位置を奪ってレギュラーに定着し、二桁本塁打を記録。
1993年には就任した近藤昭仁監督が現役時に着けていた背番号1を正遊撃手として受け継ぎ、初の規定打席に到達した。
1994年は多くを1番打者として出場。中盤に右肩を故障し、新人の波留敏夫にポジションを奪われるもシーズン終盤に復帰。
1995年は主に下位打線で出場して、自身二度目の規定打席到達。
1996年、新監督の大矢明彦の内野コンバート案によって、3年連続で三塁手としてゴールデングラブ賞を受賞していた石井琢朗が遊撃手に、ロバート・ローズが二塁手から三塁手に、そして進藤が二塁手にコンバートされた。しかし二塁手となったことで送球が逆スローになった影響から背筋を痛め、ローズも三塁で失策を多発したため、ローズを二塁に戻し進藤が三塁に収まった。しかしその後も怪我が続き、規定打席には届かなかった。
1997年から1999年まで3連続で三塁手部門でゴールデングラブ賞を獲得。
1997年は開幕から好調で、5月27日の時点で打率.333で打率ランキング3位に入っていたが、この日の対ヤクルト戦にて初回に先発の吉井理人から頭部に死球を受け退場し登録も抹消、復帰後は打撃に精彩を欠いて失速した。
1998年7月8日の阪神タイガース戦、前日の7日にシーズン無失点記録と連続セーブ記録が途切れたクローザーの佐々木主浩が前日に続き1アウト2塁のピンチを招き、矢野輝弘に三遊間にヒット性の打球を打たれる。チームの絶対的な勝ちパターンが揺らいだ、シーズンのターニング・ポイントともなった場面であったが、三塁手・進藤がゴロを横っ飛びの好捕をして即座に一塁送球。アウトにしてチームの危機を救った。同月2日の広島戦で左腕に死球を受けスタメンから外れており、このプレーで左腕を強打して痛みでしばらく立ち上がれなかったが、本人は後日「目を瞑って飛び込んだら入ったという感じ」と平然と言い放った。そして10月8日の対阪神タイガース最終戦（27回戦：阪神甲子園球場）では、2対3（1点ビハインド）で迎えた8回表に二死満塁で打席に立ち、フルカウントから相手投手・伊藤敦規が投げた外角寄りの直球を右翼前へ流し打ち、三塁走者のローズと二塁走者の佐伯貴弘が生還したことにより、勝ち越し適時打となる。その後、同回裏から登板した佐々木主浩がそのリードを守り抜き、マジックナンバーを1としていたチームは前身球団である大洋ホエールズが1960年に達成して以来となる38年ぶりのセントラル・リーグ優勝を達成した。石井、ローズ、駒田徳広らとともに、当時12球団でも随一の守備力と呼ばれた横浜内野陣の三塁手として、好守でチーム38年ぶりのリーグ優勝・日本一に貢献。打撃でもいずれも生涯自己最高となる打率.241、14本塁打、54打点を記録し、リーグ優勝決定試合でも勝利打点を叩き出すなど、マシンガン打線の一員として活躍した。
1999年はアルキメデス・ポゾの加入によってスタメンを外れることが多くなり規定打席未達に終わるも、打率.286を記録。当時のチーム打率の日本記録を叩き出した打線の7番打者として活躍した。オフにはFA宣言し、オリックス・ブルーウェーブ、西武ライオンズ、千葉ロッテマリーンズが獲得に乗り出した。11月11日、横浜との残留交渉はわずか20分で終了。17日にオリックスの編成から連絡が入り、電話で1時間以上交渉。二塁手としての出場を強く希望していた進藤に対し、オリックスはゴールデングラブを獲得した三塁手としての起用を予定しており、途中でオリックスの監督仰木彬に伺いを立てながらの交渉は破談。オリックスとはこの電話交渉のみでテーブルにつくことはなかった。西武、ロッテも既に編成が終了していたこともあり、「三塁をやるなら横浜でいい。嫌いになって出ようとしたわけではないから」と、一転して横浜に残留した。この年の移籍が濃厚だったため翌2000年の球団カレンダーの発注に間に合わず、進藤の写真が掲載されなかった。これに伴い、当時横浜へのFA移籍が最有力視されていた江藤智は、三塁手のポジションが重なってしまうことから、読売ジャイアンツへと移籍することになった。
2000年は右足首の故障に加えて欠場中の代役に入った金城龍彦が首位打者および新人王に輝く活躍をみせてポジションを奪われてしまい、わずか59試合の出場で打率.224、2本塁打にとどまる。ちなみに同年の本拠地最終戦（チームのシーズン最終戦でもあった）では、ロバート・ローズが既に帰国していたこともあってもともと自身が希望していた二塁手でスタメン出場するという皮肉もあった。

### オリックス時代
2001年に小川博文、杉本友、前田和之との3対3のトレードで、戸叶尚、新井潔と共にオリックス・ブルーウェーブへ移籍した。監督の仰木彬の期待の表れとして福本豊以降事実上の永久欠番であった背番号7番を福本承諾の上でつけた。
オリックスでは規定打席到達はできなかったものの、内野のポジションを全て守るユーティリティープレイヤーとして活躍したが、故障を抱えて無理をしていた身体に限界を感じ、33歳ながら2003年限りで現役引退。

### 引退後
引退後は山下大輔監督の招聘で古巣・横浜に復帰し、一軍守備走塁コーチ（2004年 - 2006年）→一軍内野守備走塁コーチ（2007年）→スカウト（2008年 - 2009年）を務めた。
2010年、出身地である富山県の富山サンダーバーズの守備コーチに就任。2012年には監督に昇格したが、2013年オフに退任。
2014年にDeNA一軍打撃コーチ兼作戦担当に就任し、2015年からはヘッドコーチを務めた。2016年は11年ぶりのAクラス入りとなる3位に貢献。
2017年からはGM補佐兼編成部長に転身。2019年からはGM補佐職を外れ、編成部長専任となった。
2025年からは一軍ベンチコーチという役職名で現場に復帰する。チーム統括本部長の萩原龍大によれば、「監督の参謀役」「作戦コーチに近い立ち位置」と説明されている。

## 選手としての特徴
球界屈指と評される三塁、遊撃の守備と長打力を秘めた勝負強い打撃が武器であり、1998年の横浜ベイスターズの日本一に大きく貢献した。
2014年の週刊ベースボール「球界200人が選んだ！内野守備ランキング」では、三塁手の最多得票に選ばれている。三塁の守備では肩の強さを生かして、芝生の切れ目にかかる程の深い位置でポジションを取っていた。大事な場面でも対応力に優れ、難しい打球の処理も難なくこなし、イレギュラーの打球もイレギュラーじゃないように普通にさばいていた。味方の投手陣は進藤の守備に数えきれないほど助けられたと語り、横浜時代キャッチャーだった谷繁元信も、進藤が守りについているときの安心感は半端ではなかったと語っている。一緒に守る内野手の手本となるような存在で、現役時代から横浜時代の石井琢朗や、オリックス時代の平野恵一に守備を教えることもあった。

## 人物
1993年の横浜ベイスターズ発足時は開幕5連敗スタートだったが、進藤の逆転サヨナラ満塁ホームランで初白星を挙げている。また、1998年10月8日の阪神戦では38年ぶりの優勝を決めるライト前逆転タイムリーを打ち、めずらしく二塁ベース上でガッツポーズをした。2000年開幕戦でもサヨナラ打を放っており、要所での勝負強さが目立った。
1998年のVパレードでは球団が主力選手はパレードバスに、控え選手は通常バス（外から中は見えない）に分乗を予定していたが、進藤が「全員で勝ち取った優勝だから」と発言し、選手全員がパレードバスに乗りパレードに参加した。
指導者としても「戦術面、技術面で選手に求める野球の質が高い」と高く評価されている。

## 詳細情報

### 年度別打撃成績
| 年 度      | 球 団      | 試 合 | 打 席 | 打 数 | 得 点 | 安 打 | 二 塁 打 | 三 塁 打 | 本 塁 打 | 塁 打 | 打 点 | 盗 塁 | 盗 塁 死 | 犠 打 | 犠 飛 | 四 球 | 敬 遠 | 死 球 | 三 振 | 併 殺 打 | 打 率 | 出 塁 率 | 長 打 率 | O P S |
| ---------- | ---------- | ----- | ----- | ----- | ----- | ----- | -------- | -------- | -------- | ----- | ----- | ----- | -------- | ----- | ----- | ----- | ----- | ----- | ----- | -------- | ----- | -------- | -------- | ----- |
| 1988       | 大洋 横浜  | 1     | 0     | 0     | 0     | 0     | 0        | 0        | 0        | 0     | 0     | 0     | 0        | 0     | 0     | 0     | 0     | 0     | 0     | 0        | ----  | ----     | ----     | ----  |
| 1989       | 大洋 横浜  | 56    | 91    | 83    | 8     | 20    | 4        | 2        | 2        | 34    | 9     | 0     | 0        | 3     | 0     | 4     | 0     | 0     | 24    | 0        | .241  | .276     | .410     | .686  |
| 1990       | 大洋 横浜  | 40    | 136   | 119   | 18    | 31    | 5        | 0        | 2        | 42    | 9     | 3     | 1        | 8     | 0     | 9     | 0     | 0     | 19    | 0        | .261  | .313     | .353     | .665  |
| 1991       | 大洋 横浜  | 23    | 47    | 40    | 5     | 7     | 2        | 0        | 1        | 12    | 5     | 1     | 0        | 3     | 0     | 3     | 0     | 1     | 14    | 0        | .175  | .250     | .300     | .550  |
| 1992       | 大洋 横浜  | 108   | 388   | 353   | 45    | 87    | 18       | 1        | 11       | 140   | 30    | 7     | 0        | 6     | 0     | 25    | 2     | 4     | 75    | 7        | .246  | .304     | .397     | .700  |
| 1993       | 大洋 横浜  | 127   | 472   | 414   | 53    | 94    | 22       | 4        | 12       | 160   | 45    | 3     | 6        | 4     | 1     | 46    | 2     | 7     | 70    | 6        | .227  | .314     | .386     | .701  |
| 1994       | 大洋 横浜  | 80    | 327   | 283   | 34    | 67    | 14       | 2        | 4        | 97    | 23    | 3     | 5        | 6     | 2     | 34    | 1     | 2     | 40    | 6        | .237  | .321     | .343     | .664  |
| 1995       | 大洋 横浜  | 126   | 456   | 368   | 47    | 80    | 10       | 4        | 11       | 131   | 31    | 5     | 2        | 20    | 2     | 62    | 2     | 4     | 55    | 12       | .217  | .335     | .356     | .691  |
| 1996       | 大洋 横浜  | 67    | 238   | 195   | 21    | 51    | 8        | 1        | 2        | 67    | 24    | 4     | 2        | 12    | 0     | 30    | 2     | 1     | 34    | 5        | .262  | .363     | .344     | .706  |
| 1997       | 大洋 横浜  | 117   | 423   | 352   | 37    | 83    | 19       | 1        | 10       | 134   | 43    | 9     | 5        | 12    | 5     | 53    | 3     | 1     | 61    | 7        | .236  | .333     | .381     | .714  |
| 1998       | 大洋 横浜  | 124   | 456   | 390   | 50    | 94    | 19       | 1        | 14       | 157   | 54    | 0     | 0        | 8     | 3     | 52    | 5     | 2     | 75    | 14       | .241  | .331     | .403     | .734  |
| 1999       | 大洋 横浜  | 109   | 370   | 332   | 38    | 95    | 13       | 1        | 14       | 152   | 43    | 1     | 1        | 4     | 4     | 30    | 3     | 0     | 60    | 5        | .286  | .342     | .458     | .799  |
| 2000       | 大洋 横浜  | 59    | 147   | 134   | 14    | 30    | 7        | 0        | 2        | 43    | 15    | 0     | 0        | 0     | 0     | 13    | 1     | 0     | 26    | 2        | .224  | .293     | .321     | .613  |
| 2001       | オリックス | 115   | 342   | 302   | 40    | 73    | 17       | 0        | 9        | 117   | 40    | 0     | 2        | 3     | 1     | 35    | 1     | 1     | 65    | 4        | .242  | .322     | .387     | .709  |
| 2002       | オリックス | 121   | 392   | 356   | 35    | 80    | 14       | 0        | 5        | 109   | 29    | 4     | 1        | 10    | 1     | 19    | 1     | 6     | 94    | 6        | .225  | .275     | .306     | .581  |
| 2003       | オリックス | 75    | 134   | 122   | 14    | 25    | 5        | 0        | 5        | 45    | 12    | 2     | 1        | 1     | 0     | 10    | 0     | 1     | 34    | 3        | .205  | .271     | .369     | .640  |
| 通算：16年 | 通算：16年 | 1348  | 4419  | 3843  | 459   | 917   | 177      | 17       | 104      | 1440  | 412   | 42    | 26       | 100   | 19    | 425   | 23    | 30    | 746   | 77       | .239  | .318     | .375     | .693  |

- 大洋（横浜大洋ホエールズ）は、1993年に横浜（横浜ベイスターズ）に球団名を変更

### 表彰
- ゴールデングラブ賞：3回 （1997年 - 1999年）

### 記録
初記録
- 初出場：1988年10月20日、対ヤクルトスワローズ24回戦（横浜スタジアム）、9回表に二塁手として出場
- 初安打：1989年5月12日、対中日ドラゴンズ5回戦（横浜スタジアム）、8回裏に山本昌から二塁打
- 初打点：1989年6月4日、対広島東洋カープ9回戦（秋田市営八橋球場）、8回表に田辺学の代打として出場、清川栄治から適時打
- 初先発出場：1989年6月7日、対読売ジャイアンツ9回戦（横浜スタジアム）、8番・遊撃手として先発出場
- 初本塁打：1989年9月6日、対読売ジャイアンツ20回戦（横浜スタジアム）、5回裏に桑田真澄から

節目の記録
- 1000試合出場：2000年5月5日、対中日ドラゴンズ6回戦（ナゴヤドーム）、7番・三塁手として先発出場 ※史上356人目
- 100本塁打：2003年4月29日、対大阪近鉄バファローズ5回戦（Yahoo! BBスタジアム）、7回裏に山本省吾から右越2ラン ※史上227人目

### 背番号
- 36 （1988年 - 1992年、2010年 - 2013年）
- 1 （1993年 - 2000年）
- 7 （2001年 - 2003年）[20]
- 82 （2004年 - 2007年）
- 78 （2014年 - 2016年、2025年 - ）